# برویل

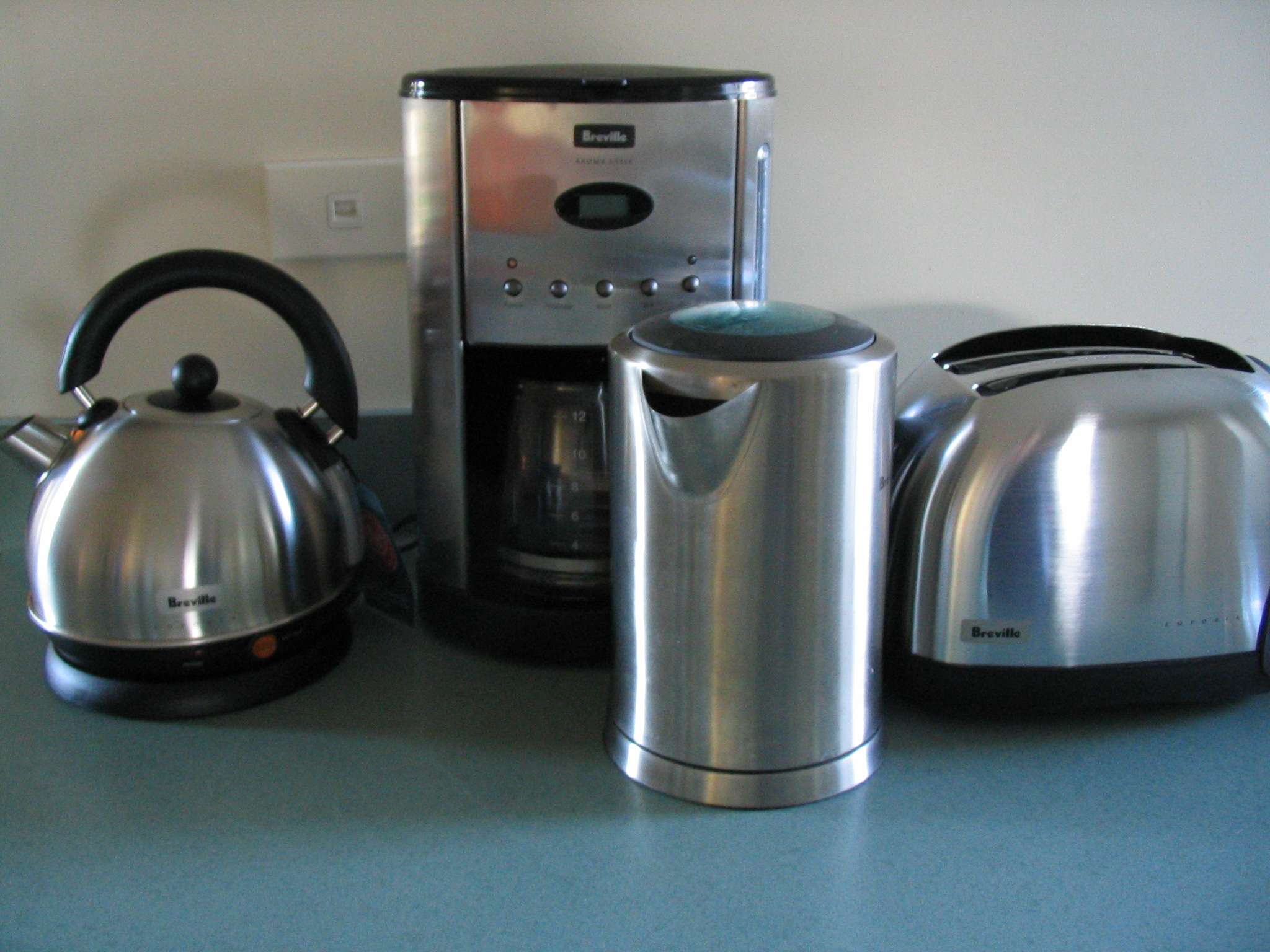
مجموعه‌ای از لوازم کوچک آشپزخانه برویل

برویل (انگلیسی: Breville) یک برند استرالیایی لوازم خانگی کوچک است که در سال ۱۹۳۲ میلادی در سیدنی پایه‌گذاری شد.
این شرکت بابت ساخت لوازم خانگی کوچک آشپزخانه، به‌خصوص قهوه‌ساز، مخلوط‌کن، توستر، دستگاه مایکروویو فر آشپزی و کتری شهرت دارد. این شرکت از سال ۲۰۱۶ میلادی، برای شرکت نسپرسو، دستگاه‌های قهوه‌ساز تولید می‌کند، از جمله مدل‌های اینیسیا، بامبینو و سیتیز.
شرکت برویل در سال ۱۹۳۲ بنیان نهاده شد و در آغاز برپایی، رادیو و سپس در خلال جنگ جهانی دوم، دستگاه‌های مین‌روبی می‌ساخت. بعد از جنگ، به ساخت تلویزیون با نام «پرسیدنت» روی آورد که خط تولید آنرا در سال ۱۹۵۵ میلادی به شرکت دیگری به نام «صنایع الکترونیک، با مسئولیت محدود» واگذار کرد.
بخش تحقیقات و طراحی این شرکت تا کنون بیش از ۱۰۰ ثبت اختراع داشته و برندهٔ بیش از ۴۰ جایزهٔ طراحی بین‌المللی شده‌است. نخستین دستگاه ساندویچ‌ساز این شرکت در سال ۱۹۷۴ میلادی با موفقیت چشم‌گیری مواجه شد و ظرف یک سال، ۴۰۰٬۰۰۰ دستگاه از آن به‌فروش رفت و نام برویل را به‌عنوان برندی آشنا بر سر زبان‌ها انداخت. این موفقیت در نیوزیلند و بریتانیا هم تکرار شد. امروزه این شرکت در بیش از ۷۰ کشور جهان شعبه دارد.